# WTA Finals 2022 – ženská dvouhra
Ženská dvouhra WTA Finals 2022 probíhala na přelomu října a listopadu 2022, jakožto závěrečný turnaj ženské profesionální sezóny. Do singlové soutěže Turnaje mistryň, premiérově hrané v texaském Fort Worth, nastoupilo osm nejvýše postavených hráček na žebříčku Race to the WTA Finals, počítaného od začátku kalendářní sezóny. Fort Worth získalo pořadatelství dodatečně. Stálé pořadatelství turnaje bylo pro období 2019–2030 přiřčeno čínskému Šen-čenu. Již předcházející ročník se však kvůli zrušení asijských turnajů konal v mexické Guadalajaře. 
Obhájkyní titulu byla Španělka Garbiñe Muguruzaová, která se na turnaj nekvalifikovala. Ztráta 1 375 bodů z předchozího ročníku přispěla k tomu, že sezónu poprvé od roku 2013 zakončila mimo elitní světovou padesátku hodnocení. V případě přidělení bodů z Wimbledonu by se na turnaj kvalifikovala londýnská vítězka Jelena Rybakinová namísto Kasatkinové a sezónu podle výsledku zakončila mezi 3. až 7. místem. Bez jejich přidělení jí v konečné klasifikaci patřila až 22. příčka.
Rozlosování singlové soutěže proběhlo v pátek 28. října 2022. Skupiny byly pojmenovány po dvou amerických tenistkách Tracy Austinové a Nancy Richeyové. Odměny dvouhry činily 4 miliony dolarů.
Čtyři hráčky vstoupily do závěrečné události poprvé a členky zbývajícího kvarteta teprve podruhé. Účast z předcházejícího ročníku obhájily světová jednička a suverénka sezony, Polka Iga Świąteková, dále pak Běloruska Aryna Sabalenková a Řekyně Maria Sakkariová, která zopakovala semifinálovou účast. Debutantkami se staly Tunisanka Ons Džabúrová, Američanky Jessica Pegulaová s Coco Gauffovou a Ruska Darja Kasatkinová. Ani jedna z nich však nepostoupila ze skupiny. Právě 18letá Gauffová se stala nejmladší účastnicí Turnaje mistryň od 17leté šampionky Marie Šarapovové z roku 2004. Poprvé od roku 2010 se v singlové části Turnaje mistryň neobjevila žádná Češka a premiérově od roku 2015 vypadly neporažené vítězky ze skupin v semifinále.
Roli náhradnic plnily Ruska Veronika Kuděrmetovová a Američanka Madison Keysová, když desátá hráčka světa Simona Halepová nejdříve po operaci nosu ukončila 15. září 2022 sezónu. Mezinárodní agentura pro bezúhonnost tenisu pak 21. října oznámila, že během US Open měla pozitivní test na zakázaný inhibitor hypoxií indukovatelného faktoru prolylhydroxylázy – roxadustat, používaný k léčbě chudokrevnosti u pacientů s chronickým onemocněním ledvin, a dočasně ji suspendovala.
Vítězkou se stala šestá nasazená Caroline Garciaová, jež ve finále zdolala běloruskou turnajovou sedmičku Arynu Sabalenkovou po dvousetovém průběhu 7–6 a 6–4. Ve vzájemných duelech se ujala vedení 3–2. V zápase se hrála jediná shoda a jediný brejkbol využila Garciaová v úvodní hře druhé sady. V probíhající sezóně si připsala čtvrté turnajové vítězství, které představovalo  jedenáctý singlový titul na okruhu WTA Tour. Jako třetí Francouzka dokázala v jediném roce vyhrát alespoň čtyři trofeje, čímž navázala na Mary Pierceovou (1998) a Amélii Mauresmovou (2001, 2004, 2005 a 2006). Turnaj mistryň poznal novou šampionku posedmé v řadě.
Garciaová vylepšila semifinálovou účast z roku 2017. Ve 29 letech byla nejstarší členkou startovního pole a nejstarší finalistkou od Venus Williamsové z roku 2017. Stala se druhou francouzskou šampionkou Turnaje mistryň po Mauresmové, která v losangeleském finále ročníku 2005 porazila Pierceovou. Finálovou výhrou nad sedmou hráčkou žebříčku Sabalenkovou si v roce 2022 připsala osmý vítězný zápas nad členkou první světové desítky, což se v rámci zástupkyň francouzského tenisu naposledy podařilo Mauresmové v sezóně 2006. Ještě v závěru května figurovala až na 79. místě. Po texaském triumfu se vrátila na kariérní maximum, 4. příčku světové klasifikace.
24letá Sabalenková odešla poražena i z třetího finále sezóny 2022. Přesto se po Sereně Williamsové na Miami Masters 2002 a Venus Williamsové na Turnaji mistryň 2008 stala třetí hráčkou ve 21. století, která na jediném turnaji vyřadila světovou jedničku, dvojku i trojku.

## Nasazení hráček
1. Iga Świąteková (semifinále, 750 bodů, 470 000 USD)
2. Ons Džabúrová (základní skupina, 500 bodů, 220 000 USD)
3. Jessica Pegulaová (základní skupina, 375 bodů, 110 000 USD)
4. Coco Gauffová (základní skupina, 375 bodů, 110 000 USD)
5. Maria Sakkariová (semifinále, 750 bodů, 470 000 USD)
6. Caroline Garciaová (vítězka, 1 375 bodů, 1 570 000 USD)
7. Aryna Sabalenková (finále, 955 bodů, 750 000 USD)
8. Darja Kasatkinová (základní skupina, 500 bodů, 220 000 USD)

## Náhradnice
1. Veronika Kuděrmetovová (nenastoupila, 0 bodů, 40 000 USD)
2. Madison Keysová (nenastoupila, 0 bodů, 40 000 USD)

## Soutěž
| Legenda                                                       |                                                                        |                                                   |
| - Q – kvalifikant - WC – divoká karta - LL – šťastný poražený | - Alt – náhradník - SE – zvláštní výjimka - PR/SR – žebříčková ochrana | - w/o – bez boje - r – skreč - d – diskvalifikace |

### Finálová fáze
|  | Semifinále | Semifinále        | Semifinále         | Semifinále | Semifinále |                    |   | Finále            | Finále | Finále | Finále | Finále |
|  |            |                   |                    |            |            |                    |   |                   |        |        |        |        |
|  | 1          | Iga Świąteková    | 2                  | 6          | 1          |                    |   |                   |        |        |        |        |
|  | 7          | Aryna Sabalenková | 6                  | 2          | 6          |                    |   |                   |        |        |        |        |
|  | 7          | Aryna Sabalenková | 6                  | 2          | 6          |                    | 7 | Aryna Sabalenková | 64     | 4      |        |        |
|  |            |                   |                    |            |            |                    | 7 | Aryna Sabalenková | 64     | 4      |        |        |
|  |            | 6                 | Caroline Garciaová | 7          | 6          |                    |   |                   |        |        |        |        |
|  | 6          | 6                 | Caroline Garciaová | 7          | 6          | Caroline Garciaová | 6 | 6                 |        |        |        |        |
|  | 6          |                   |                    |            |            | Caroline Garciaová | 6 | 6                 |        |        |        |        |
|  | 5          | Maria Sakkariová  | 3                  | 2          |            |                    |   |                   |        |        |        |        |

### Skupina Tracy Austinové
|   |                    | Świątek  | Gauff         | Garcia             | Kasatkina          | Zápasy | Sety        | Hry          | Pořadí |
| 1 | Iga Świąteková     |          | 6–3, 6–0      | 6–3, 6–2           | 6–2, 6–3           | 3–0    | 6–0 (100 %) | 36–13 (73 %) | 1.     |
| 4 | Coco Gauffová      | 3–6, 0–6 |               | 4–6, 3–6           | 6–7(6–8), 3–6      | 0–3    | 0–6 (0 %)   | 19–37 (34 %) | 4.     |
| 6 | Caroline Garciaová | 3–6, 2–6 | 6–4, 6–3      |                    | 4–6, 6–1, 7–6(7–5) | 2–1    | 4–3 (57 %)  | 34–32 (52 %) | 2.     |
| 8 | Darja Kasatkinová  | 2–6, 3–6 | 7–6(8–6), 6–3 | 6–4, 1–6, 6–7(5–7) |                    | 1–2    | 3–4 (43 %)  | 31–38 (45 %) | 3.     |

### Skupina Nancy Richeyové
|   |                   | Džabúr             | Pegula             | Sakkari            | Sabalenka          | Zápasy | Sety        | Hry          | Pořadí |
| 2 | Ons Džabúrová     |                    | 1–6, 6–3, 6–3      | 2–6, 3–6           | 6–3, 6–7(5–7), 5–7 | 1–2    | 3–5 (58 %)  | 35–41 (46 %) | 3.     |
| 3 | Jessica Pegulaová | 6–1, 3–6, 3–6      |                    | 6–7(6–8), 6–7(4–7) | 3–6, 5–7           | 0–3    | 1–6 (14 %)  | 32–40 (44 %) | 4.     |
| 5 | Maria Sakkariová  | 6–2, 6–3           | 7–6(8–6), 7–6(7–4) |                    | 6–2, 6–4           | 3–0    | 6–0 (100 %) | 38–23 (62 %) | 1.     |
| 7 | Aryna Sabalenková | 3–6, 7–6(7–5), 7–5 | 6–3, 7–5           | 2–6, 4–6           |                    | 2–1    | 4–3 (57 %)  | 36–37 (49 %) | 2.     |